# Phylladiorhynchus
Phylladiorhynchus is een geslacht van kreeftachtigen uit de klasse van de Malacostraca (hogere kreeftachtigen).

## Soorten
- Phylladiorhynchus bengalensis Tirmizi & Javed, 1980
- Phylladiorhynchus ikedai (Miyake & Baba, 1965)
- Phylladiorhynchus integrirostris (Dana, 1852)
- Phylladiorhynchus nudus Macpherson, 2008
- Phylladiorhynchus pusillus (Henderson, 1885)